# Inazuma Eleven GO
Inazuma Eleven GO (яп. イナズマイレブン GO инадзума ирэбун Го:) — японская манга и её адаптация, написанная и иллюстрированная Тэнъя Ябуно. Основана на одноимённой игре, выпущенная компанией Level-5. Манга публикуется издательством «Сёгакукан» с ноября 2011 года в журнале CoroCoro Comic.
На основе сюжета игры студией OLM, Inc. был выпущен аниме-сериал, который транслировался по телеканалу TV Tokyo с 4 мая 2011 года по 11 апреля 2012 года. А также полнометражный фильм Inazuma Eleven GO: Ultimate Bonds Gryphon (яп. イナズマイレブンGO 究極の絆 グリフォン инадзума ирэбун го: кю:кёку но кидзуна гурифон), выпущенный 23 декабря 2011 года и второй сезон сериала Inazuma Eleven GO 2: Chrono Stone.

## Сюжет
Спустя 10 лет после FFI (Football Frontier International), над страной нависла новая туча бедствия. За эти 10 лет Япония и то, что раньше называлось футболом, изменилось. В это время футбол стал причиной потерянных надежд и разрушенных судеб. Новый главный герой, Тэмма Мацукадзэ, вступает в футбольную команду «Раймон» (о чём мечтал ещё с детства), но в матче с другой командой он вскоре понимает, что футбол сильно отличается от того, что он ожидал.
Сейчас футбол в Японии контролируется организацией «Пятый Сектор», возглавляемой «Святым императором» Сюдзи Исидо. По его приказу решается — проигрывает ли команда матч или выигрывает. Того, что было «Настоящим футболом» больше нет.
Вместе со своими товарищами Тэмма Мацукадзэ теперь борется за свободный футбол, чтобы каждый мог, наконец, свободно играть в футбол без указаний.
Восстание начинается против Пятого сектора и неожиданную помощь «Раймону» оказывает организация «Сопротивление», членами которой будут предыдущие герои аниме Inazuma Eleven.

## Список персонажей
- Тэмма Мацукадзэ (яп. 松風 天馬 Мацукадзэ Тэмма) — главный герой истории. Не очень хорош в футболе, но хорошо владеет дриблингом. Очень любит футбол и обязан ему своей жизнью. Во многом похож на Мамору Эндо. Поначалу раздражал своих товарищей по команде, но потом подружился с ними. Лучшие друзья — Синскэ и Аой Сорано.

Сэйю: Юка Тэрасаки
- Синскэ Нисидзоно (яп. 西園 信助 Нисидзоно Синсукэ) — очень оптимистичный и энергичный малыш. Самый низкий в команде. Раньше наблюдал за футбольными матчами и позже решил присоединиться к игре. Сначала плохо справлялся с игрой, позже становится вторым вратарём команды.

Сэйю: Харука Томацу
- Такуто Синдо (яп. 神童 拓人 Синдо: Такуто) — сентиментальный капитан команды «Раймон», растраивающийся из-за пустяков. Несмотря на это очень заботится о своей команде. Хорошо играет на пианино.

Сэйю: Мицуки Сайга
- Раммару Кирино (яп. 霧野 蘭丸 Кирино Раммару) — женственный мальчик, которого часто ошибочно принимают за девочку. Был пятым членом «Раймона», участвовавшим в революции. Как правило, в хорошем настроении и пытается утешить других, когда это необходимо.

Сэйю: Ю Кобаяси
- Тайти Сангоку (яп. 三国 太一 Сангоку Тайти) — вратарь команды. Играет в футбол с детства. Хорошо ладит с Такуто.

Сэйю: Кэнсукэ Сато
- Кёскэ Цуруги (яп. 剣城 京介 Цуруги Кё:сукэ) — относится враждебно к футболу и игрокам, хотя сам очень хорошо играет. Раньше был капитаном «Чёрных рыцарей». У его брата переломаны ноги и Кёскэ дал условие, что будет сотрудничать с «Пятым сектором», если они оплатят брату операцию по восстановлению ног. Сильный соперник Синдо и не очень разговорчив.

Сэйю: Такаси Охара
- Ацуси Минамисава (яп. 南沢 篤志 Минамисава Ацуси) — спокойный и нарциссический мальчик, играющий в футбол лишь ради того, чтобы получить более высокие оценки. Его раздражает Тэмма, которого он считает невежественным. Покидает команду в 11 серии. Позже присоединяется к команде Holy Road National.

Сэйю: Юки Кадзи

## Музыка
Открытие
1. Ten Made Todoke! (серии 1-18), исполнитель T-Pistonz+KMC
2. Naseba Naru no sa Nanairo Tamago (серии 19-33), исполнитель: T-Pistonz+KMC
3. Ohayou! Shining Day (серии 34-45), исполнитель: T-Pistonz+KMC
4. Uchi Kudaku! (серии 46-47), исполнитель: T-Pistonz

Концовка
1. Yappa Seishun (серии 1-18), исполнитель: Саяка Китахара
2. Kanari Juujou (серии 19-33), исполнитель: Саяка Китахара
3. Hajike-Yo!! (серии 34-45), исполнитель: Саяка Китахара
4. Aijou Jounetsu Neppuu (серии 46-47), исполнитель: Саяка Китахара